# Schwaigern
Schwaigern (Ausspracheⓘ) ist eine Stadt im baden-württembergischen Landkreis Heilbronn. Sie gehört zur Region Heilbronn-Franken und zur Randzone der europäischen Metropolregion Stuttgart.

## Geographie
Schwaigern liegt im Westen des Landkreises Heilbronn an den Ausläufern des Heuchelbergs im Tal der Lein, einem linken Nebenfluss des Neckars.

### Nachbargemeinden
Nachbarstädte und -gemeinden Schwaigerns sind (im Uhrzeigersinn, beginnend im Osten) Leingarten, Nordheim, Brackenheim, Eppingen, Gemmingen, Massenbachhausen (alle Landkreis Heilbronn) sowie die kreisfreie Stadt Heilbronn. Mit Massenbachhausen ist Schwaigern eine Vereinbarte Verwaltungsgemeinschaft eingegangen.

### Stadtgliederung
| Stadtteil   | Eingemeindung | Einwohner | Fläche    |
| ----------- | ------------- | --------- | --------- |
| Schwaigern  | –             | 6.785     | 22,06 km² |
| Massenbach  | 1. Juli 1971  | 1.933     | 8,50 km²  |
| Niederhofen | 1. Sept. 1971 | 1.069     | 7,81 km²  |
| Stetten     | 1. Sept. 1971 | 2.114     | 11,13 km² |
| Gesamt      | —             | 11.901    | 49,49 km² |

Schwaigern besteht aus der Kernstadt Schwaigern sowie den Stadtteilen Massenbach, Niederhofen und Stetten am Heuchelberg. Zu Schwaigern gehören noch die Höfe Lachenhöfe, Marienhof und Römerhöfe, die Wohnplätze Obere Mühle und Untere Mühle (Freudenmühle) sowie die Stadtteile Birkenhöfe, Lerchenberghöfe und Waldweghöfe, zu Niederhofen die Wohnplätze Fuchsberg und Ottilienhöfe, zu Stetten die Wohnplätze Bahnhof und Obere Mühle sowie die Ortsteile Dinkelsklingenhöfe, Forchenwaldhöfe, Hornbuschhöfe und Sonnenberghöfe. Abgegangene, heute nicht mehr bestehende Orte sind auf Markung Massenbach Wilhelmstal, auf Markung Niederhofen Rindshof, auf Markung Schwaigern Dissingen und Hochstetten (beide in Schwaigern aufgegangen) sowie Waldbruderhaus.

### Flächenaufteilung
Nach Daten des Statistischen Landesamtes, Stand 2014.

## Geschichte

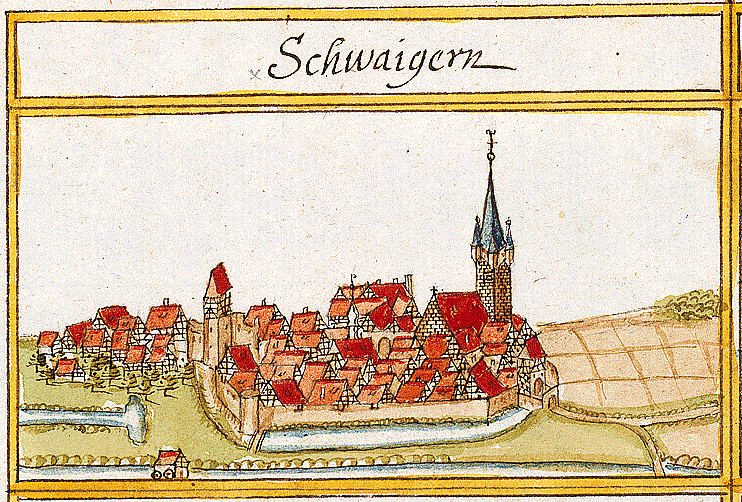
Schwaigern in den Forstlagerbüchern Andreas Kiesers (1684)

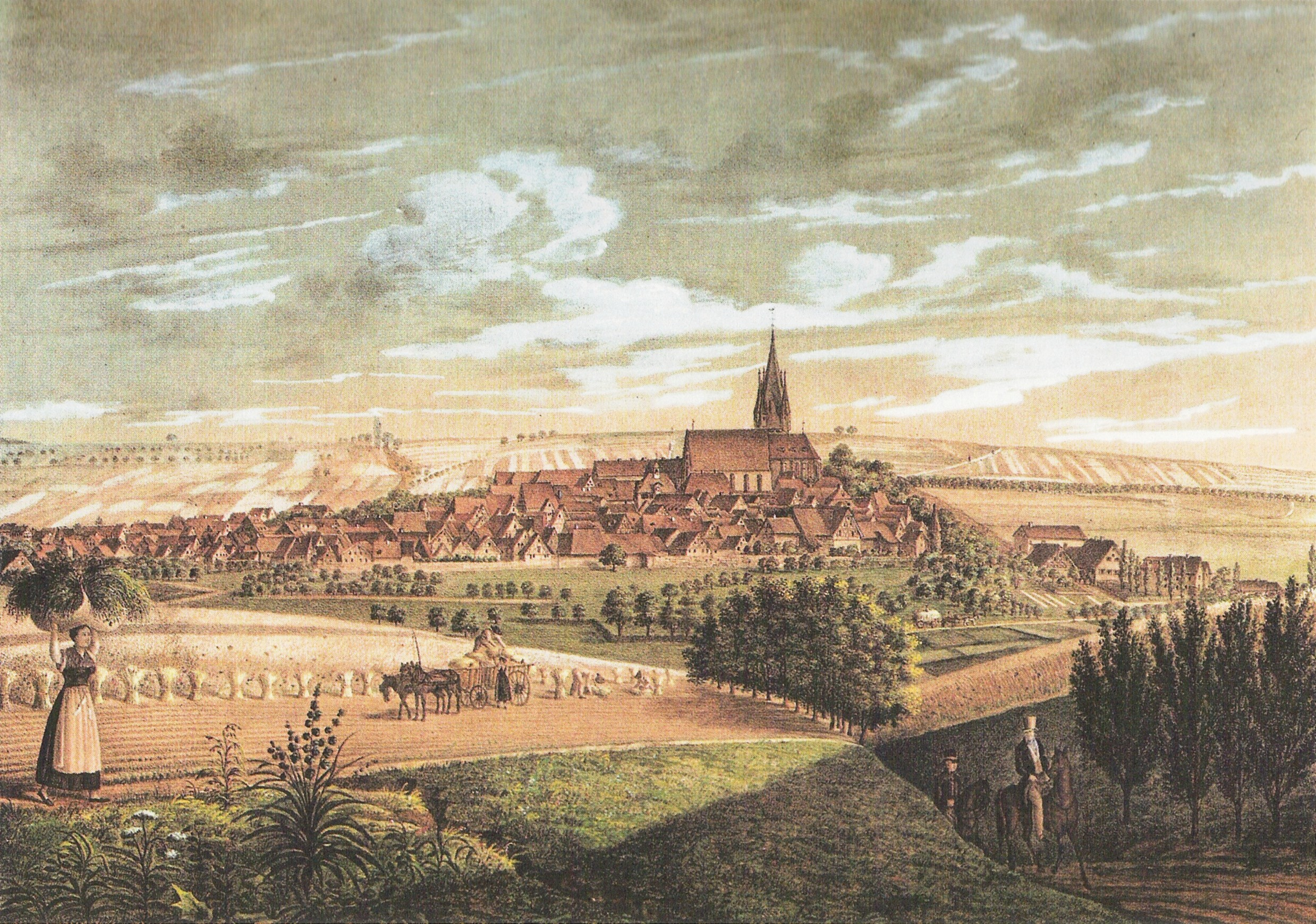
Schwaigern von Süden, Franz Schnorr, Kolorierte Lithographie, 1840

Bodenfunde aus der Jungsteinzeit und der römischen Zeit weisen auf eine frühe Besiedlung der Schwaigerner Gegend hin. Erstmals erwähnt wurde Schwaigern 766 in einer Urkunde des Lorscher Codex. Der Ort zählte ursprünglich zum Gartachgau. Im frühen 12. Jahrhundert werden die edelfreien Herren von Schwaigern als Ortsherren erwähnt, die im 13. Jahrhundert aus den wohl daraus hervorgegangenen Herren von Neipperg abgelöst wurden, die über eine geschickte Bündnis- und Hochzeitspolitik mit der Kraichgauer Ritterschaft, mit Württemberg, der Kurpfalz und Baden sowie ab dem 18. Jahrhundert insbesondere mit dem Haus Habsburg zu großer Bedeutung aufstiegen und in Schwaigern stets einen ihrer Verwaltungsmittelpunkte hatten.
1188 wird ein allodium (dt.: Eigengut) in Sueigren in einem Vertrag zwischen Kaiser Friedrich I. Barbarossa und König Alfons VIII. von Kastilien, in dem die Ehe von Friedrichs Sohn Konrad mit Alfons Tochter Berengaria vereinbart wurde, erwähnt. Dieses Eigengut in Schwaigern gehörte mit weiteren 29 staufischen Gütern zur Morgengabe der Braut. Allerdings wurde diese Ehe niemals in die Praxis umgesetzt.
1486 erhielt der Ort Marktrecht. Nach 1630 wurde der Ort mehrmals von der Pest heimgesucht, die viele Einwohner das Leben kostete. 1690 wurde im Pfälzischen Erbfolgekrieg die damalige Schwaigerner Burg niedergebrannt. Das um 1702 erbaute Schloss in Schwaigern wurde zum Hauptsitz der Herren von Neipperg, die 1726 in den Reichsgrafenstand erhoben wurden. 1806 kam Schwaigern durch die Mediatisierung zum Königreich Württemberg und wurde dem Oberamt Brackenheim zugeordnet. 1878 erhielt Schwaigern mit der Eröffnung des ersten Abschnitts der Kraichgaubahn von Heilbronn Richtung Eppingen Anschluss an das Schienennetz der Württembergischen Eisenbahn. Im 19. und 20. Jahrhundert zerstörten mehrere große Brände große Teile des mittelalterlichen Stadtkerns. 1938, im Zuge einer württembergischen Gebietsreform während der NS-Zeit, kam Schwaigern zum Landkreis Heilbronn. Da Schwaigern nach dem Zweiten Weltkrieg Teil der Amerikanischen Besatzungszone geworden war, gehörte die Stadt somit seit 1945 zum neu gegründeten Land Württemberg-Baden, das 1952 im jetzigen Bundesland Baden-Württemberg aufging. 1971 wurden am 1. Juli Massenbach sowie am 1. September Stetten am Heuchelberg und Niederhofen eingemeindet.

## Religionen
Schwaigern ist seit der Reformation überwiegend evangelisch geprägt. Das bedeutendste Kirchenbauwerk des Ortes ist die evangelische Johanneskirche. In Schwaigern, Stetten und Niederhofen gibt es jeweils eigene evangelische Kirchengemeinden, für Massenbach und Massenbachhausen gibt es eine gemeinsame evangelische Gemeinde. Die evangelischen Gemeinden gehören alle der Evangelischen Landeskirche in Württemberg im Kirchenbezirk Brackenheim an. Die (evangelisch-pietistische) Liebenzeller Gemeinschaft unterhält in allen drei evangelischen Kirchengemeinden der Stadt eigene Gruppen. In Massenbach existiert seit 1882 eine Evangelisch-Freikirchliche Gemeinde (Baptisten). Die katholische Kirchengemeinde St. Martinus Schwaigern ist neben Schwaigern für Stetten, Niederhofen und Neipperg (Teil Brackenheims) zuständig, die katholische Kirchengemeinde St. Kilian Massenbachhausen neben Massenbachhausen für Massenbach. Auch die Neuapostolische Kirche ist mit einer Kirchengemeinde in Schwaigern vertreten.
Der EC-Jugendbund hat Ortsgruppen in Schwaigern, Stetten und Niederhofen, die Liebenzeller Gemeinschaft in Schwaigern und Niederhofen, das Evangelische Jugendwerk Württemberg in Schwaigern und Stetten. In Massenbach ist der Christliche Verein Junger Menschen (CVJM) Massenbach/Massenbachhausen vertreten.

## Politik

### Gemeinderat

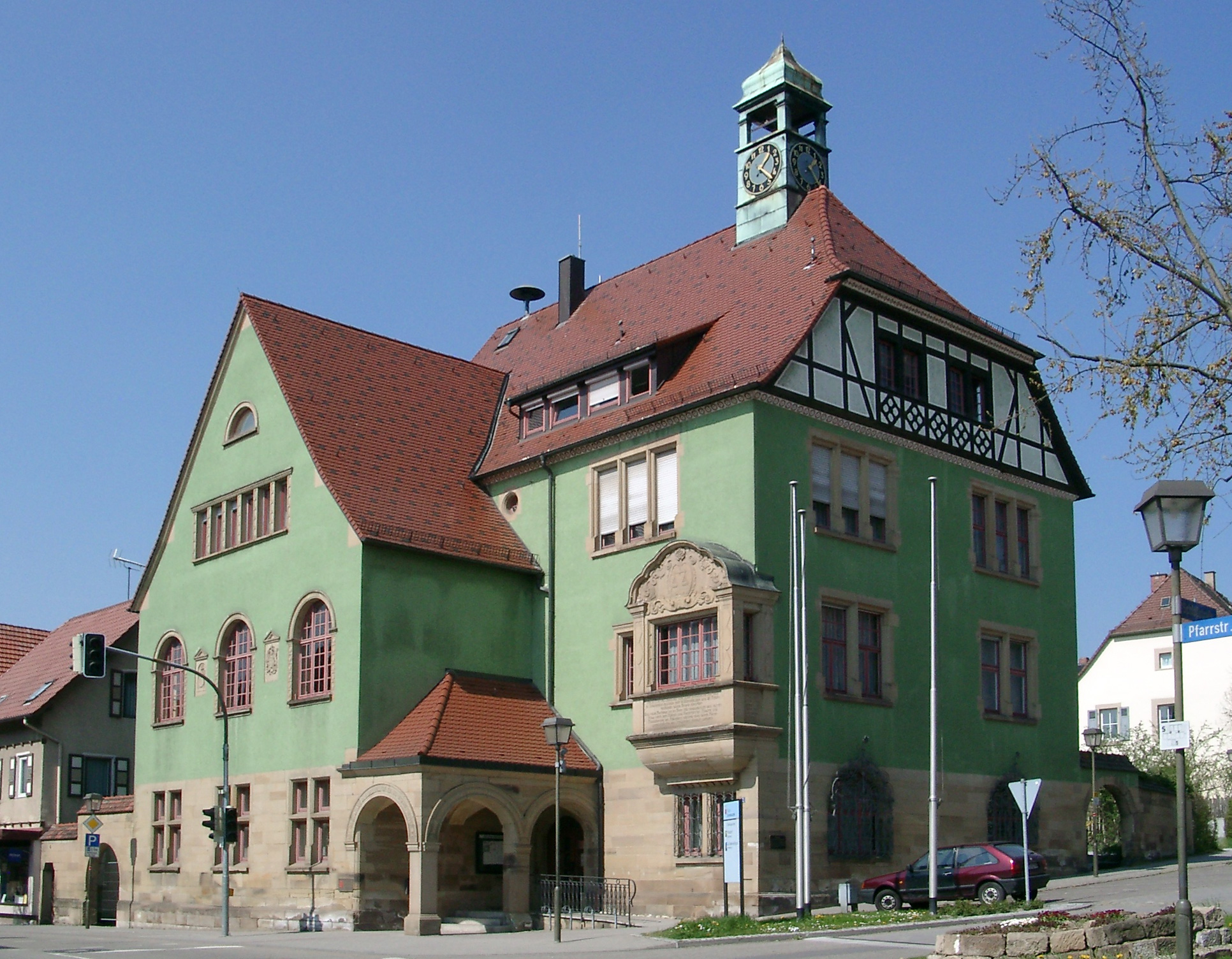
Rathaus in Schwaigern

Der Gemeinderat in Schwaigern hat 23 Mitglieder. Die Kommunalwahlen in Baden-Württemberg 2024 führte zu folgendem amtliche Endergebnis. Der Gemeinderat besteht aus den gewählten ehrenamtlichen Gemeinderäten und der Bürgermeisterin als Vorsitzender. Die Bürgermeisterin ist im Gemeinderat stimmberechtigt.
| Parteien und Wählergemeinschaften | Parteien und Wählergemeinschaften                | % 2024 | Sitze 2024 | % 2019 | Sitze 2019* | % 2014 | Sitze 2014 | % 2009 | Sitze 2009 |
| FWV/BuW                           | Freie Wähler/Bauern und Weingärtner              | 42,29  | 10         | 31,16  | 8           | 34,3   | 8          | 35,9   | 10         |
| CDU                               | Christlich Demokratische Union Deutschlands      | 28,80  | 7          | 30,11  | 7           | 28,3   | 6          | 25,3   | 7          |
| SPD                               | Sozialdemokratische Partei Deutschlands          | 18,22  | 4          | 17,37  | 4           | 23,9   | 3          | 22,9   | 4          |
| LGU                               | Liste Grüne und Unabhängige                      | 10,69  | 2          | 18,15  | 5           | 13,5   | 3          | 15,8   | 4          |
| AfD                               | Alternative für Deutschland (*ab 2020 parteilos) | —      | —          | 3,21   | 1           | —      | —          | —      | —          |
| gesamt                            | gesamt                                           | 100    | 23         | 100    | 25          | 100    | 22         | 100    | 27         |
| Wahlbeteiligung                   | Wahlbeteiligung                                  | 63,7 % | 63,7 %     | 62,3 % | 62,3 %      | 51,5 % | 51,5 %     | 54,1 % | 54,1 %     |

### Stadtschultheißen und Bürgermeister in Schwaigern
- Friedrich Benzlen (1826–1868)
- August Liomin (1868–1893)
- Karl Essich (1893–1918)
- Max Neunhoeffer (1919–1933)
- Karl Spingler (1933–1939)
- Fritz Siegele (1941–1945)
- Friedrich Vogt (1945–1954)
- Hellmut Zundel (1954–1963)
- Horst Haug (1963–1999)
- Johannes Hauser (1999–2015)
- Sabine Rotermund (seit 2015)

Rotermund wurde am 9. Oktober 2022 mit 52,8 Prozent der Stimmen für eine zweite Amtszeit wiedergewählt.
Quelle:

### Wappen und Flagge

Wappen Schwaigerns

Die Blasonierung des Schwaigerner Wappens lautet: In Rot drei (2:1) silberne Ringe. Schildhalter: über dem Schild wachsend der heilige Johannes der Täufer mit goldenem Nimbus und natürlichem Fell, die Rechte nach oben weisend, mit der Linken das natürliche Gotteslamm und schräglinken goldenen Kreuzstab mit silberner dreilatziger Fahne haltend. Die Stadtfarben sind Rot-Weiß.
Die drei silbernen Ringe auf rotem Grund sind das Wappen der Grafen von Neipperg und für 1684 auch als Schwaigerner Fleckenzeichen belegt. Johannes der Täufer als Schildhalter ist Patron der Schwaigerner Kirche. Das Wappen ist in dieser Form in Siegelabdrücken ab 1591 nachweisbar, die vermutlich mit einem 1512 gefertigten Siegel hergestellt wurden. Ein Schultheißenamtssiegel aus der Zeit um 1820 zeigt nur den Wappenschild mit den drei Ringen ohne Schildhalter, der 1959 als eigentliches Stadtwappen festgehalten wurde, der Schwaigerner Tradition entsprechend aber normalerweise mit Johannes dem Täufer als Schildhalter dargestellt wird. Die Farben der Stadtflagge wurden 1925 festgelegt.

### Partnergemeinden
Partnergemeinden Schwaigerns sind seit 1988 die österreichische Gemeinde Pöndorf in Oberösterreich (mit einem Ortsteil namens Schwaigern), seit 2004 die französische Gemeinde La Teste-de-Buch im Département Gironde und seit 2009 die Schweizer Gemeinde Nottwil im Kanton Luzern.

## Kultur und Sehenswürdigkeiten

### Bauwerke
- Das Schloss Schwaigern wurde ab 1702 anstelle der 1690 zerstörten früheren Burg für Generalfeldmarschall Eberhard Friedrich von Neipperg erbaut und im 19. Jahrhundert von Gottlob Georg Barth und Christian Friedrich von Leins um Flügelbauten und eine Schlosskapelle zu seiner heutigen Gestalt ergänzt. An das vierflügelige Schloss grenzen ein Wirtschaftshof und ein Schlosspark an.

Schloss Schwaigern
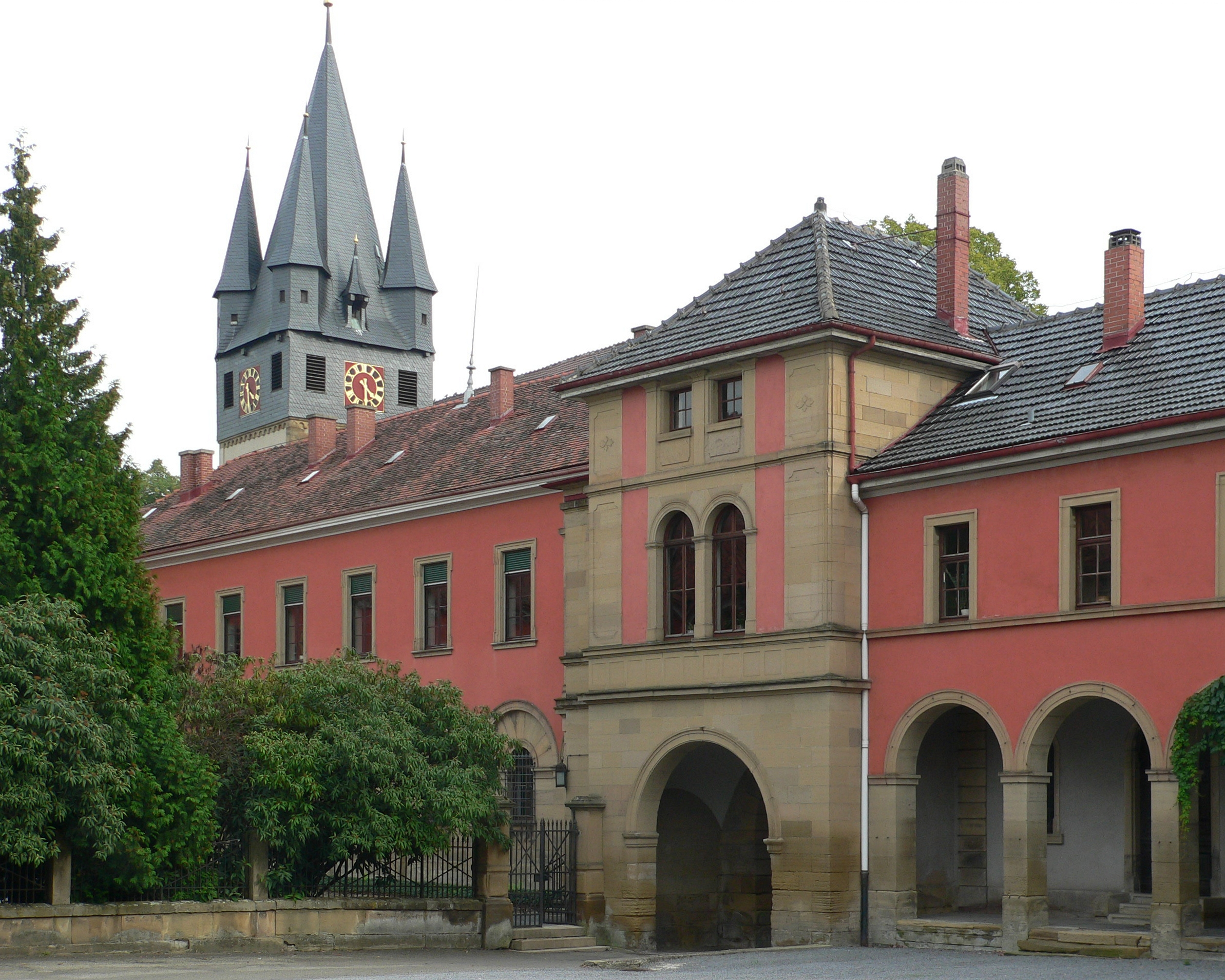
Schlossinnenhof mit Kirche im Hintergrund
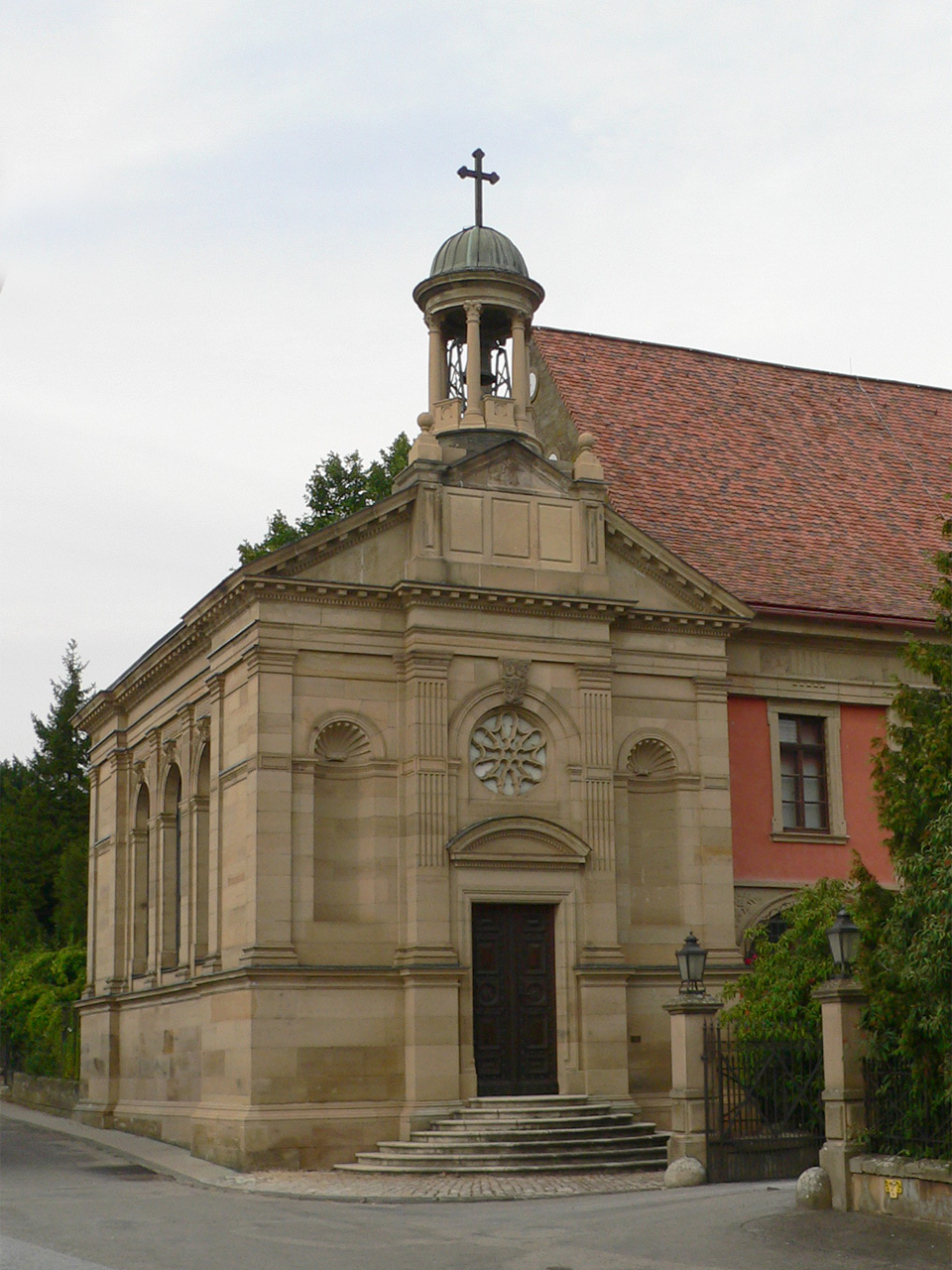
Schlosskapelle

- Die evangelische Johanneskirche (Stadtkirche) geht auf einen Bau aus dem 13. Jahrhundert zurück und wurde im 16. Jahrhundert bedeutend erweitert (durch den Baumeister Bernhard Sporer). Im Inneren befinden sich der 1510 entstandene Barbara-Altar von Jerg Ratgeb sowie Hochaltar und Schnitzaltäre. An den Innenwänden sind historische Grabsteine und Epitaphe der Grafen von Neipperg aufgestellt. Die Orgel baute Richard Rensch 1984.

Stadtkirche zu Schwaigern
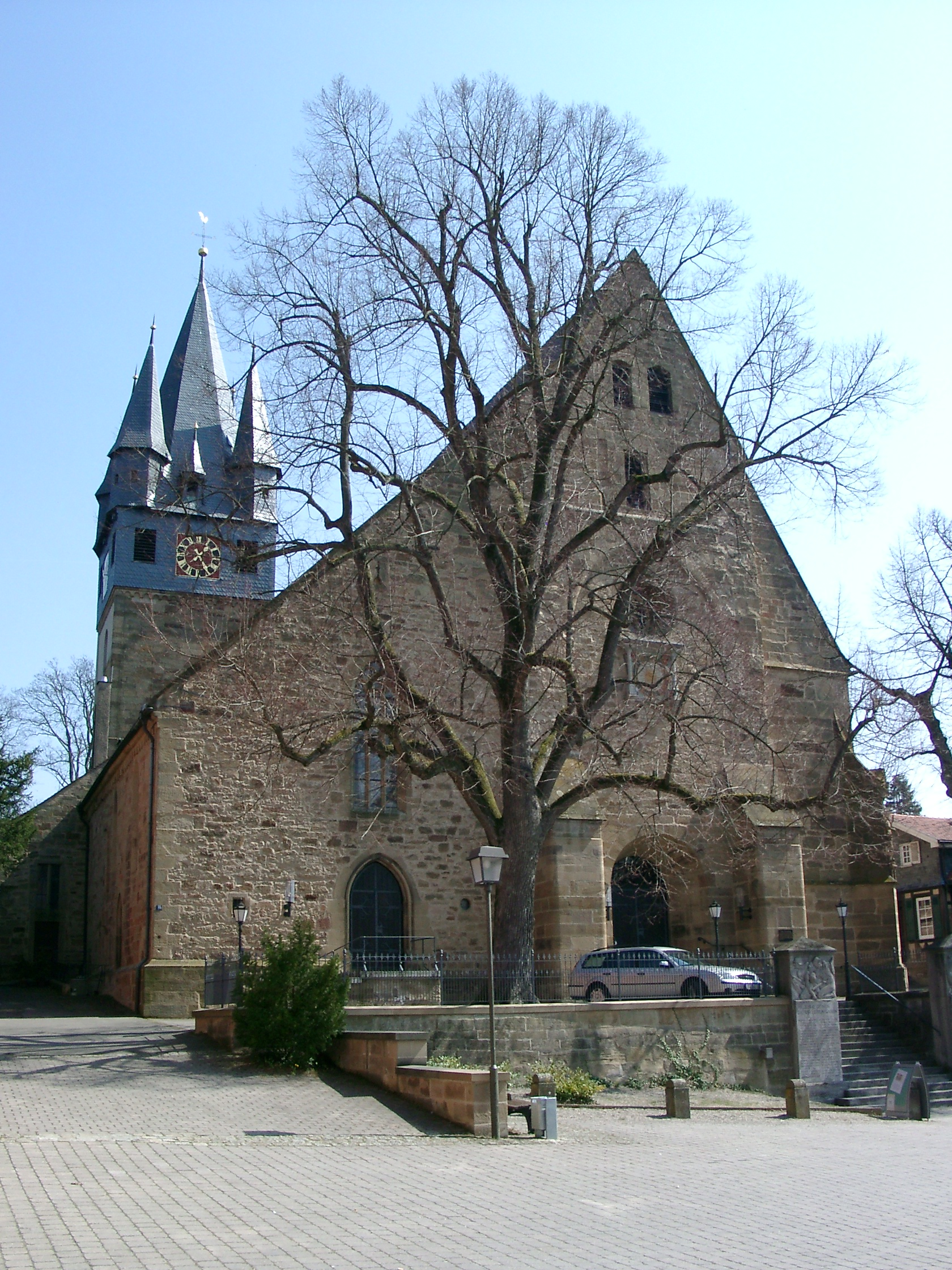
Außenansicht
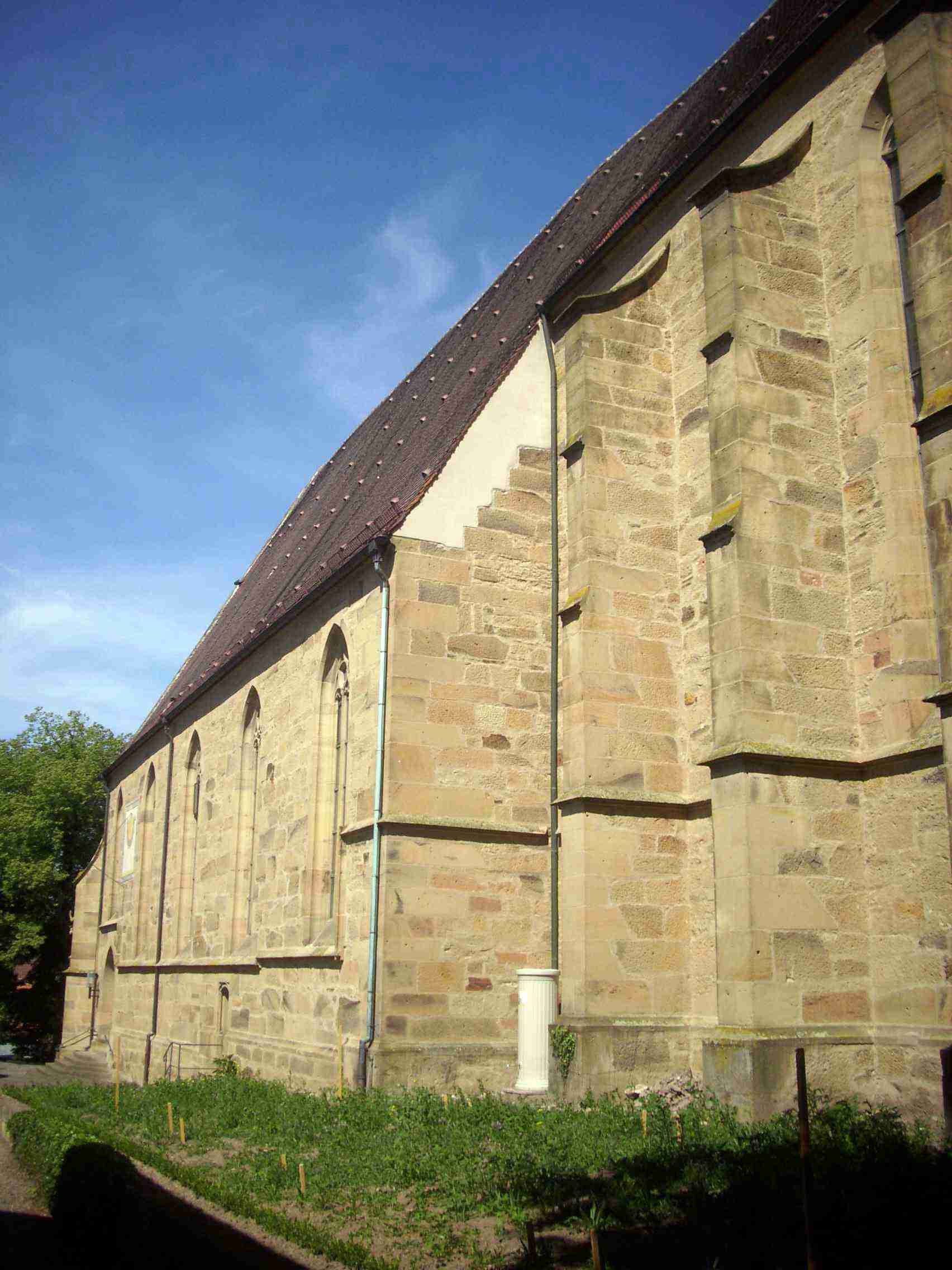
Chor und Langhaus (spätgotisch) von Südosten
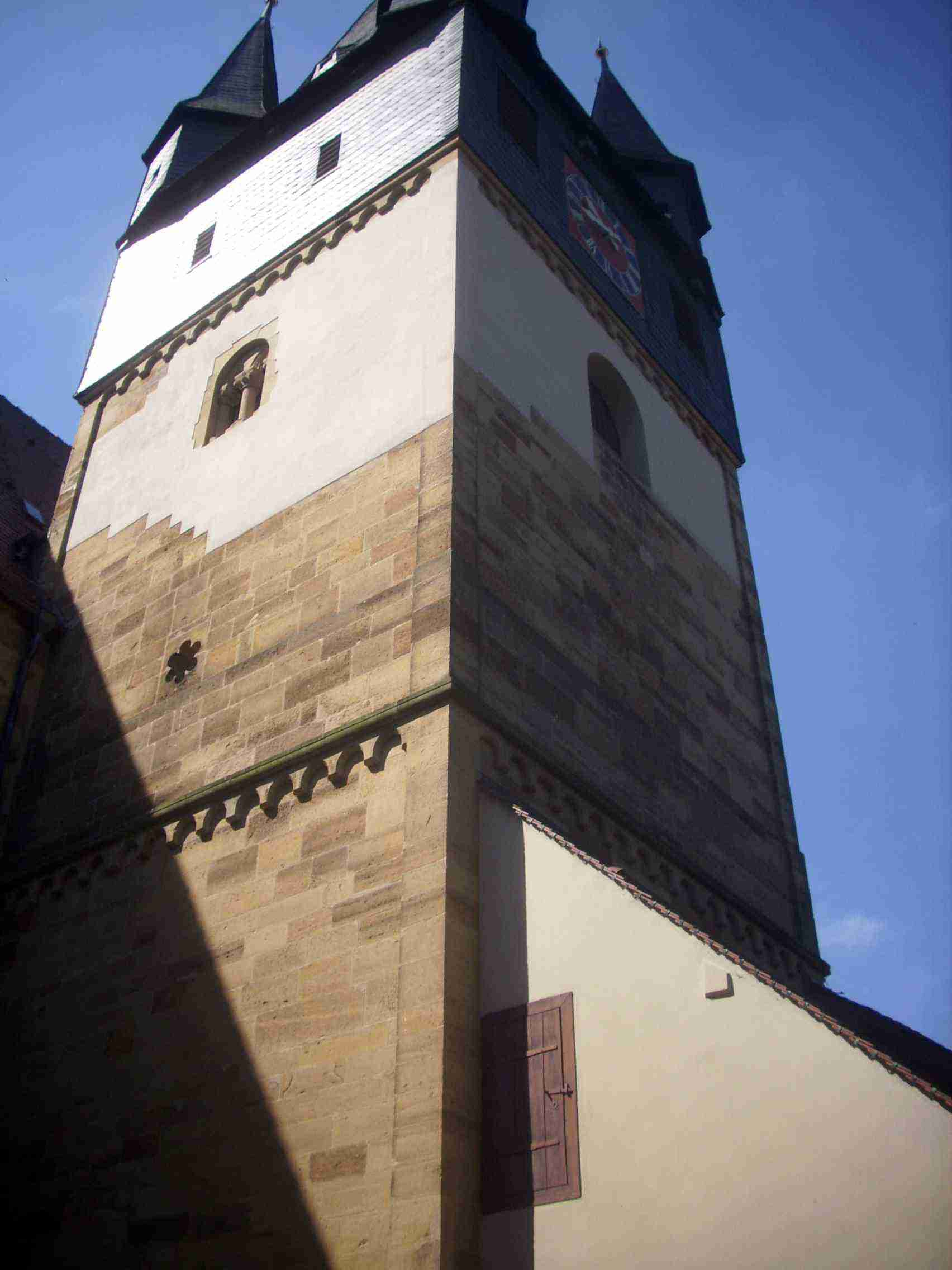
Kirchturm (romanisch) von Nordost mit Rundbogenfries
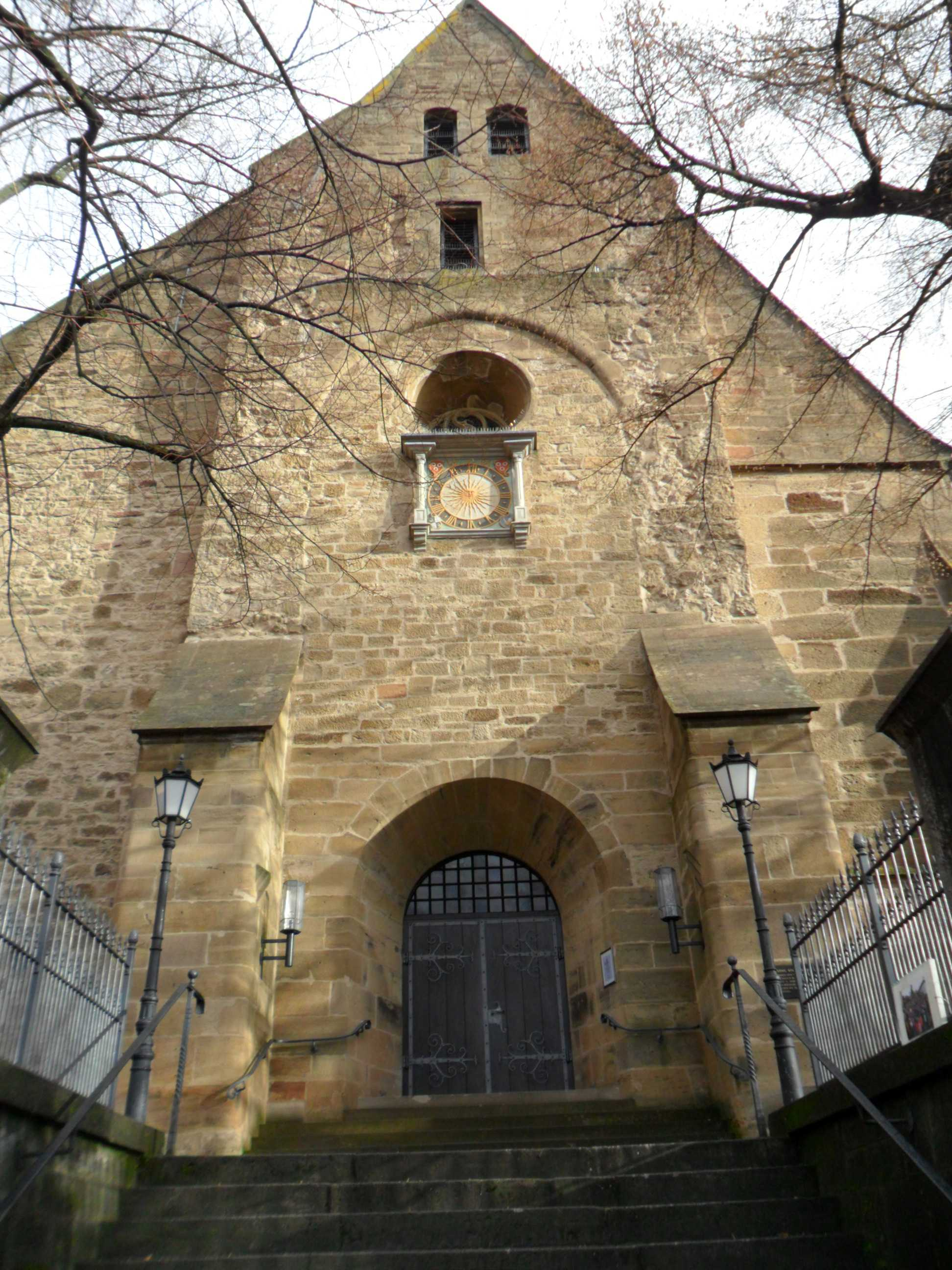
Ansicht Westgiebel mit Maueransätzen eines geplanten Westturms (nicht ausgeführt)
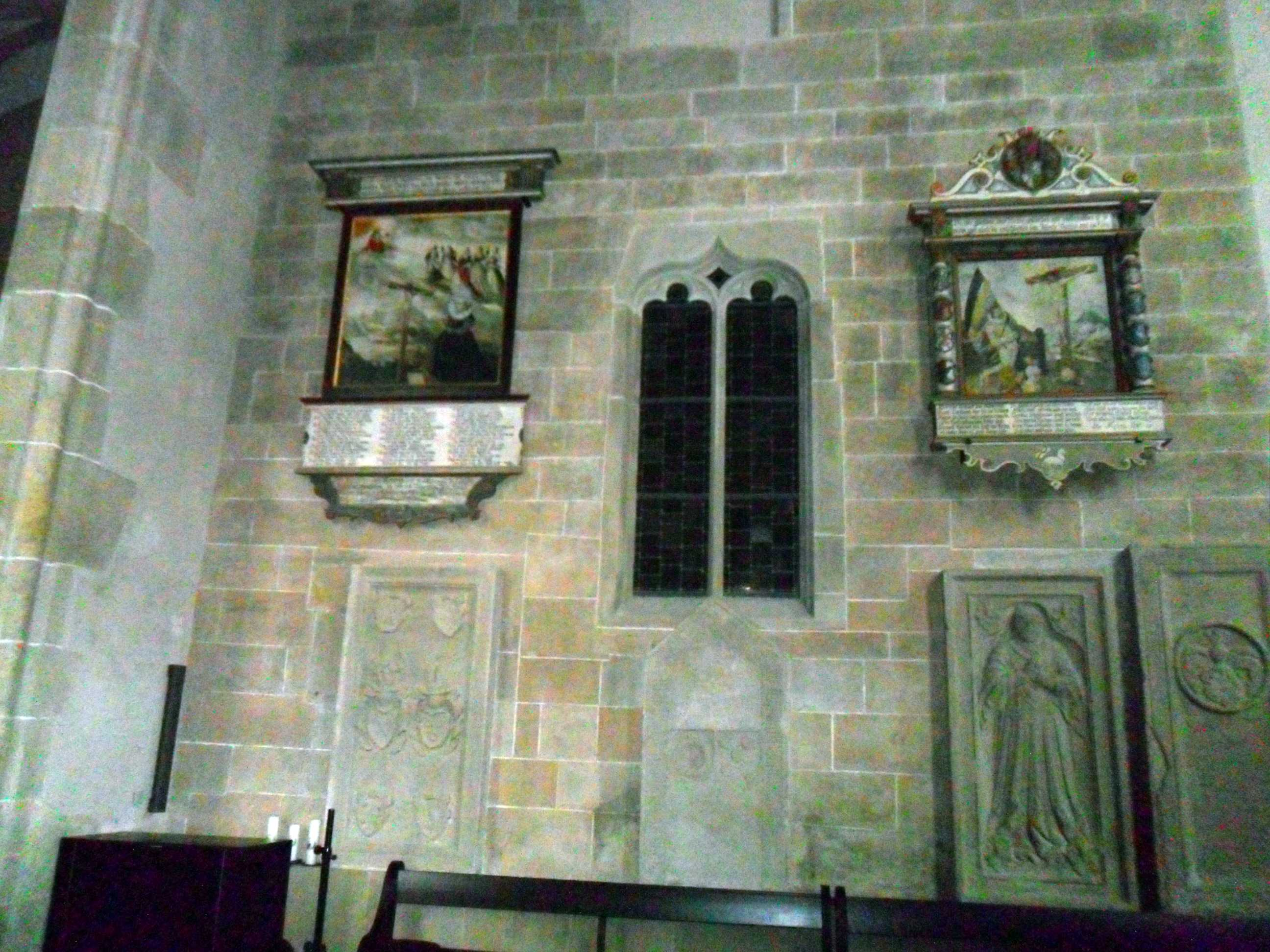
Langhaus, Innen-Ansicht Nordseite mit Grabsteinen und Epitaphen
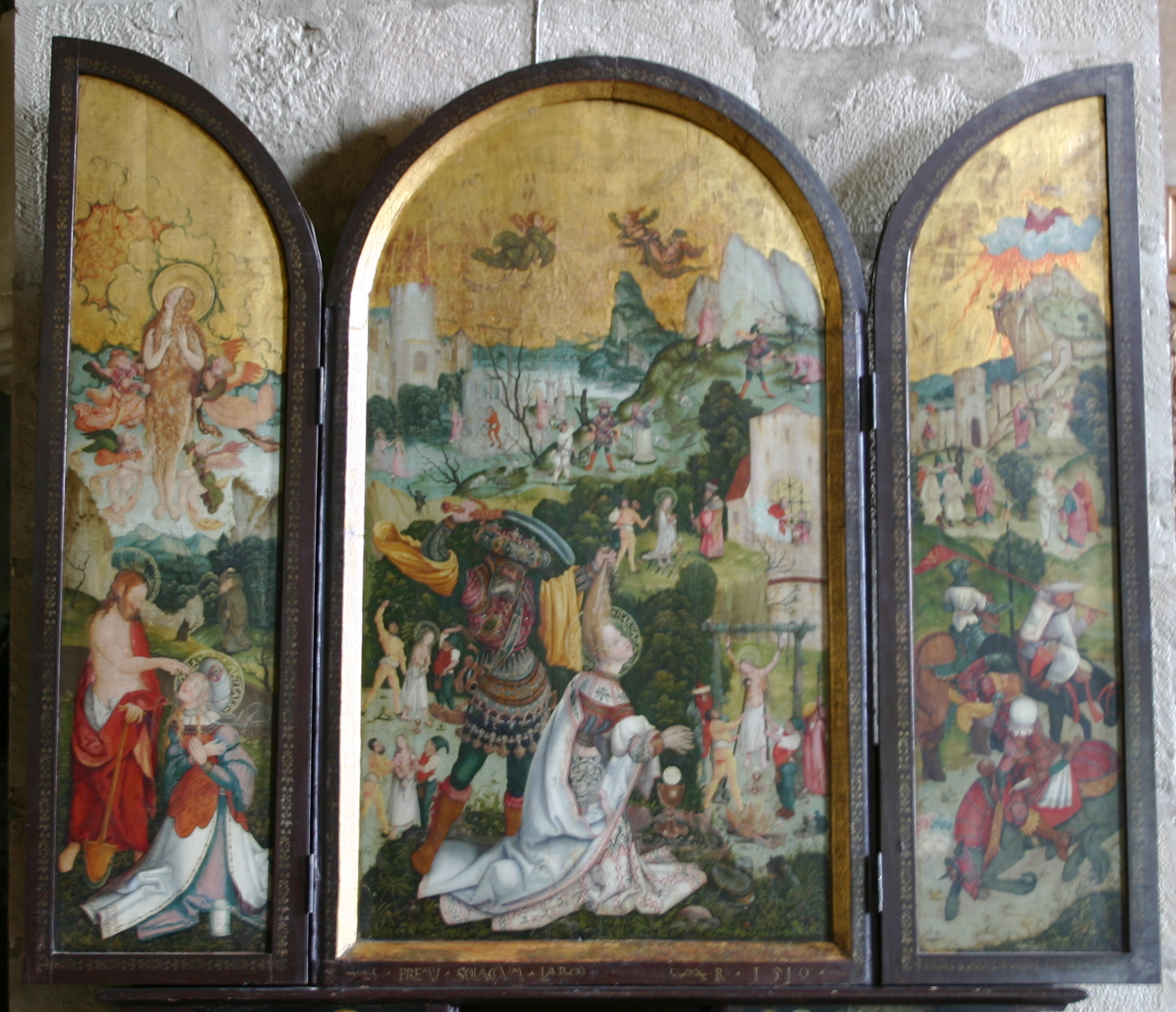
Ratgebs Barbara-Altar

- Das Rathaus der Stadt wurde nach dem Stadtbrand von 1905 von Theodor Moosbrugger erbaut und weist insbesondere am Südosterker und am Eingangsbereich Stilemenete des Jugendstil auf. Auch das nahe historische Rentamt wurde nach dem Brand erneuert und im späten 20. Jahrhundert durch einen Mittelbau mit einem benachbarten Fachwerkhaus verbunden.
- Der Hexenturm am südöstlichen Rand der mittelalterlichen Stadt ist ein Wehrturm von 1461, der später als Gefängnis diente. Seinen Namen erhielt der Turm durch die 1713 hier eingesperrte, als Hexe angeklagte und später auf dem Scheiterhaufen verbrannte Anna Maria Heinrich. Der Turm ging einst als städtisches Geschenk zur Silberhochzeit eines Grafen an die Familie von Neipperg und kam von dieser 1986 an die Stadt Schwaigern zurück, woraufhin der Turm umfassend renoviert wurde. Er bildet mit dem angebauten Reinwaldschen Haus aus dem 17. Jahrhundert ein reizvolles Ensemble.
- Wachthaus, Überrest der Stadtbefestigung nahe der Pfarrstraße, Teile der Stadtmauer als Grundmauern, polygonaler Fachwerkaufsatz
- Barockes Helferhaus von 1769 in der Pfarrstraße, einst zweites Pfarrhaus
- Weitere Überreste der mittelalterlichen Stadtbefestigung haben sich vor allem im Westen des Ortskerns erhalten.
- Die frühere Stadtkelter ist ein Fachwerkbau von 1659, der zunächst als Kelter der Grafen von Neipperg errichtet wurde und 1852 in den Besitz der Stadt kam. Bis 1949 wurde dort Wein gekeltert, bis in die 1970er Jahre noch Obstsaft. Später wurde das Gebäude zu einem Supermarkt umgebaut. Seit 2010 beherbergt das Gebäude die Schwaigerner Mediathek und das Karl-Wagenplast-Museum.
- Das Storchennest ist das älteste erhaltene Wohnhaus der Stadt und war einst Teil eines stattlichen dreiseitigen Bauerngehöfts aus dem 15./16. Jahrhundert. Das Gebäude wurde 1982 bis 1984 umfassend saniert. Die oberen Stockwerke zeigen noch die ursprüngliche alemannische Fachwerkbauweise.

Schwaigern Innenstadt
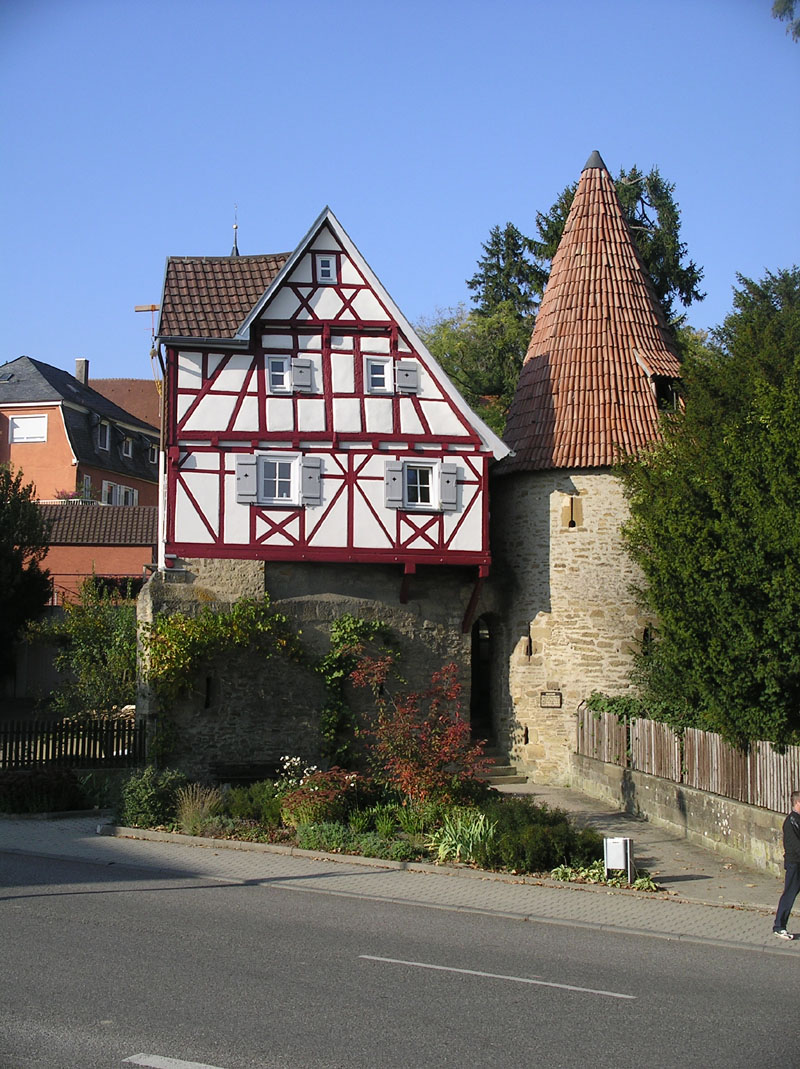
Hexenturm, Reinwald-Haus
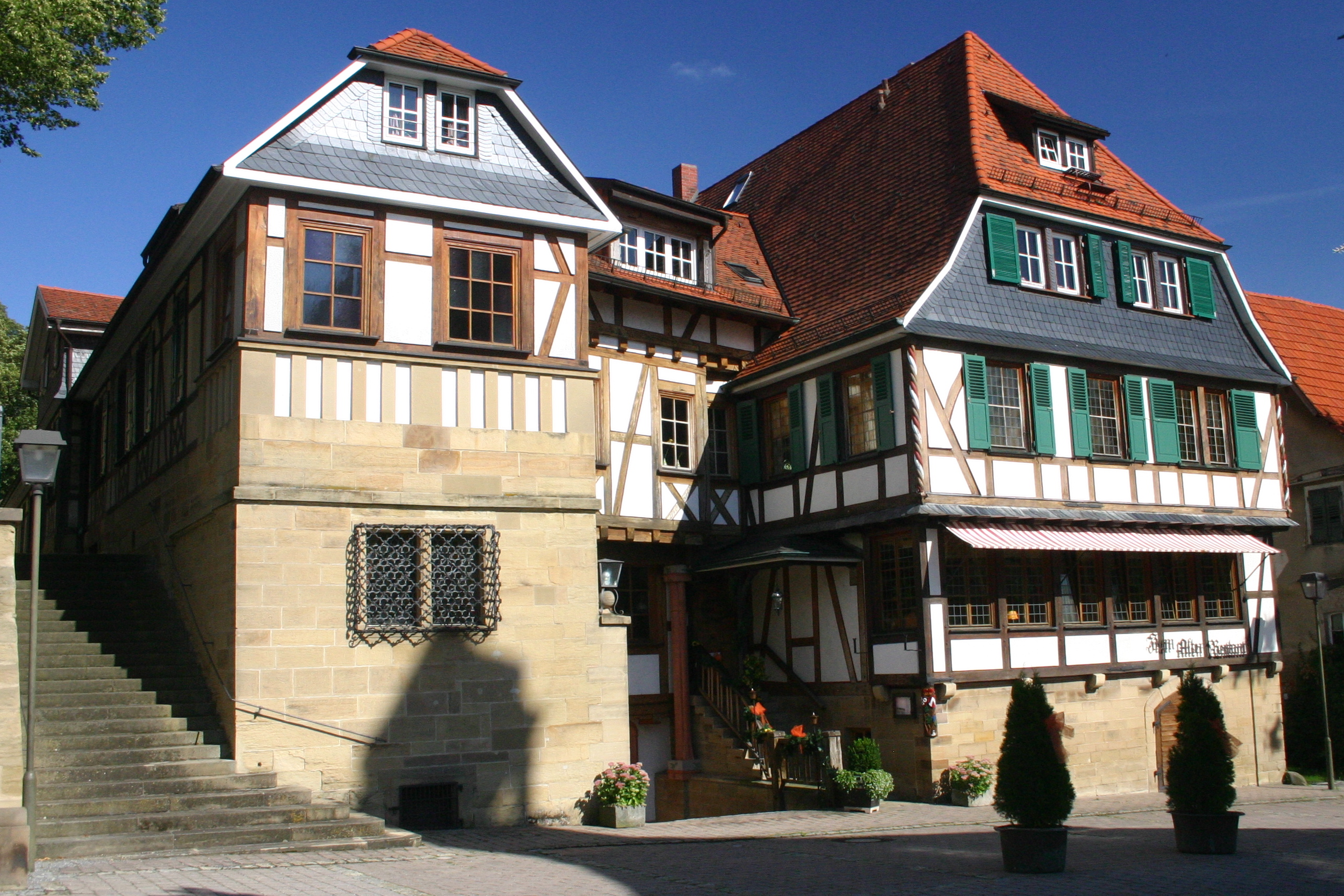
Rentamt
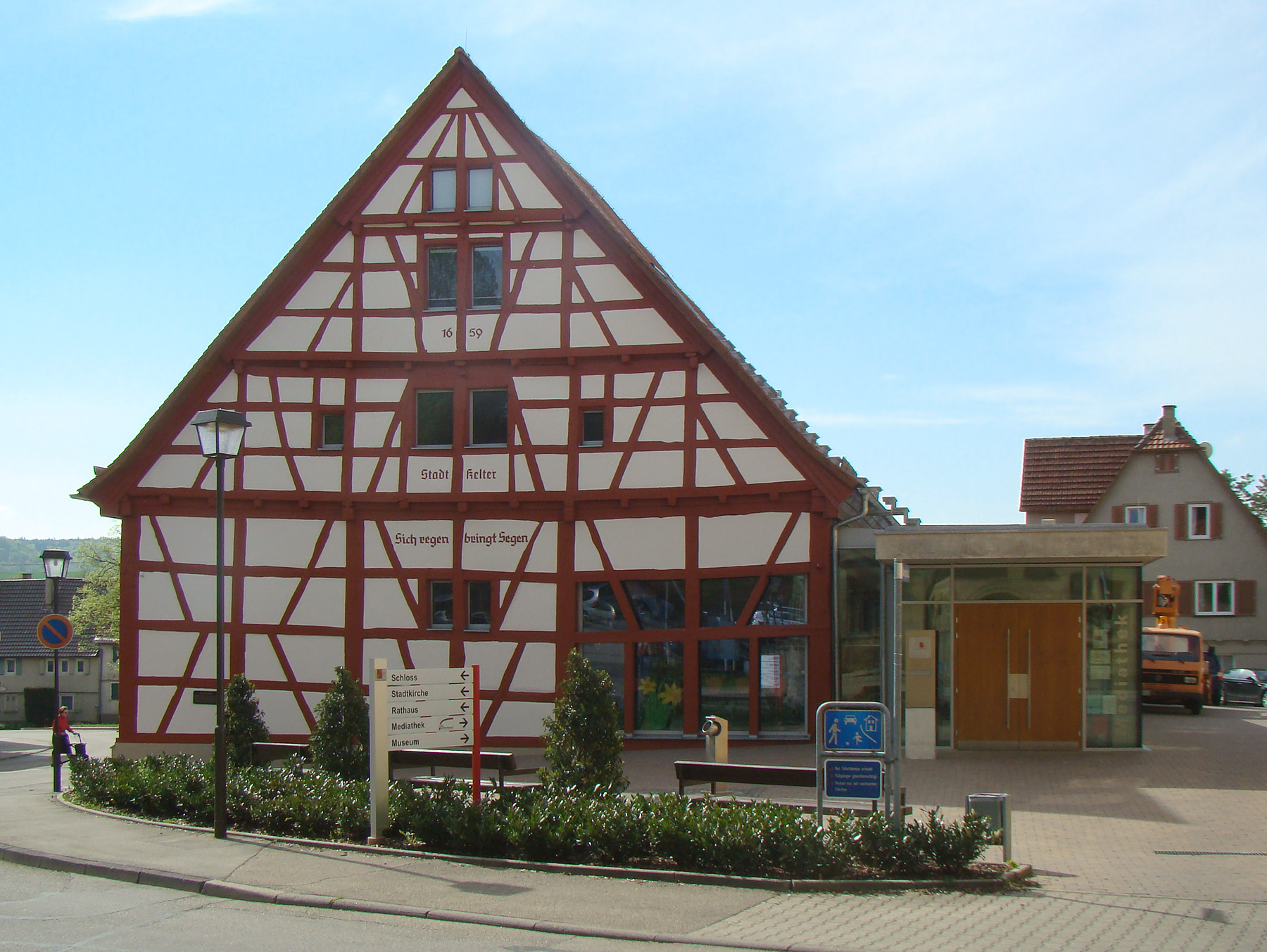
Alte Stadtkelter, 1659
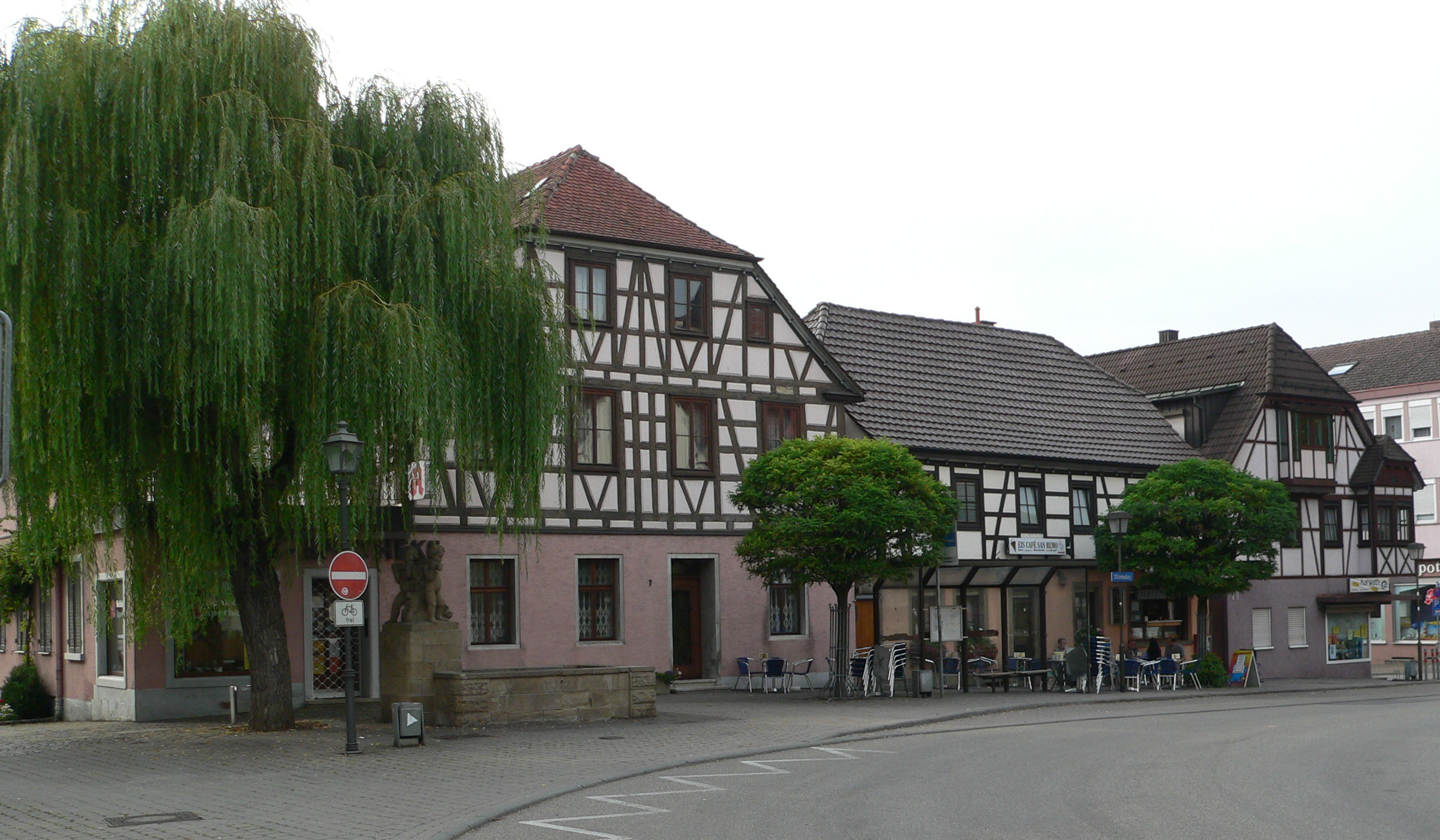
Gebäudepartie Innenstadt

- Die neogotische Friedhofskapelle von 1870, in der sich von 1982 bis 2009 das Karl-Wagenplast-Museum befand, geht auf ein Vorgängergebäude aus dem 16. Jahrhundert zurück. Der Bau wurde größtenteils von Prinzessin Marie von Württemberg finanziert.
- Die katholische St.-Martins-Kirche von 1964 wurde in den 1990er Jahren saniert. Die Kirche enthält mehrere historische Kunstschätze wie ein romanisches Kruzifix und ein spätgotisches Sakramentshaus. Ihre farbigen Glasfenster wurden von Josef de Ponte gestaltet.
- Die Frizhalle mit markantem schindelverkleideten Holzturm wurde 1887 als Turn-, Versammlungs- und Festhalle mit Schul- und Kindergartenräumen errichtet und nach dem Stifter Ernst Friz († 1869) benannt, der der Stadt 100.000 Gulden vermacht hatte.

Schwaigern
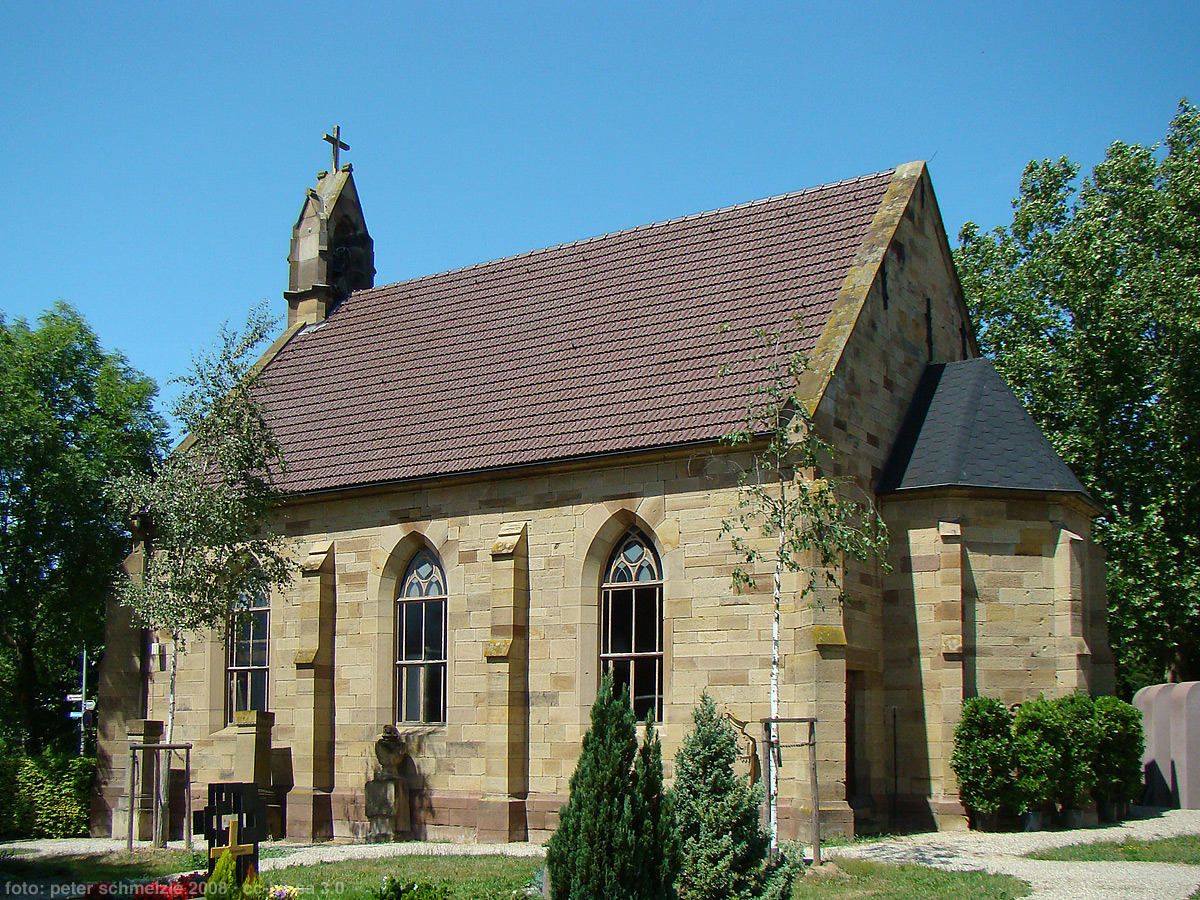
Friedhofskapelle
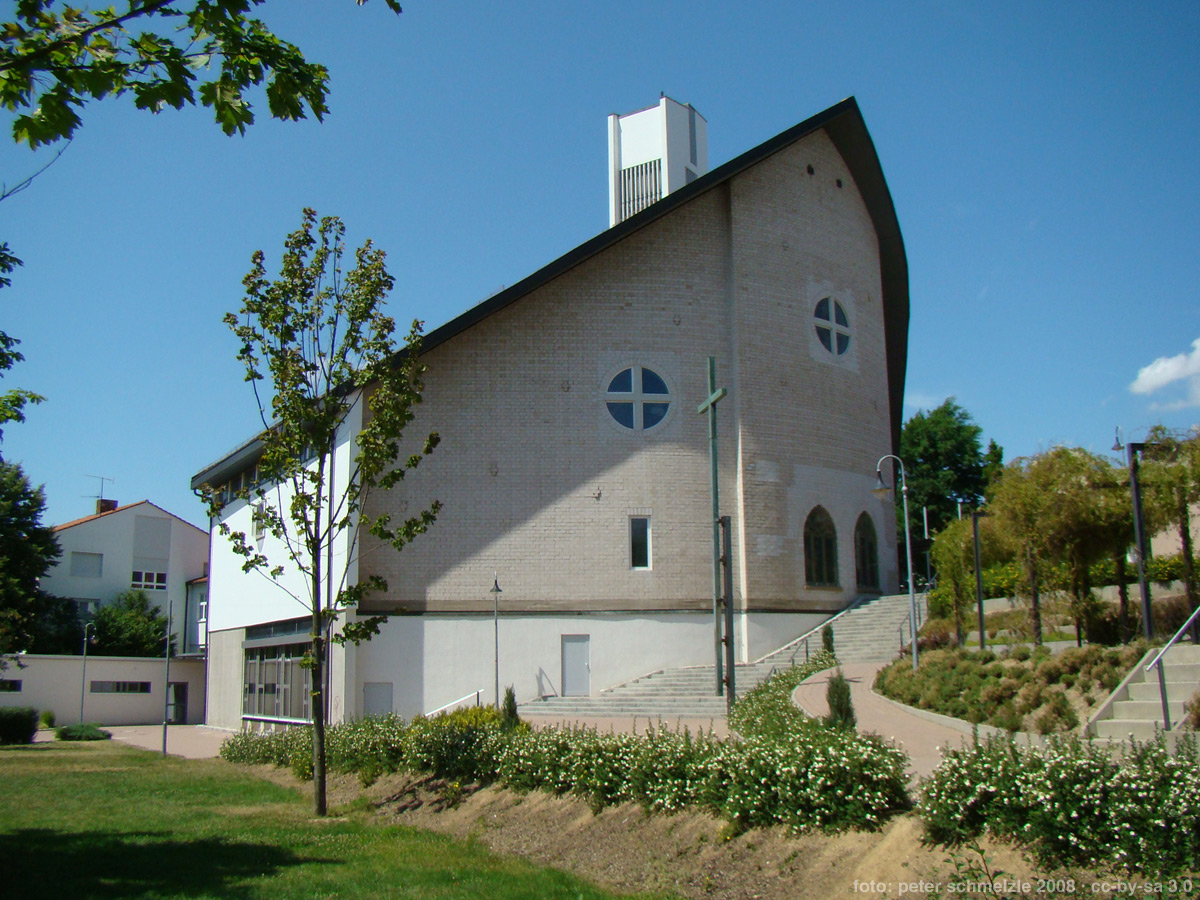
St. Martin
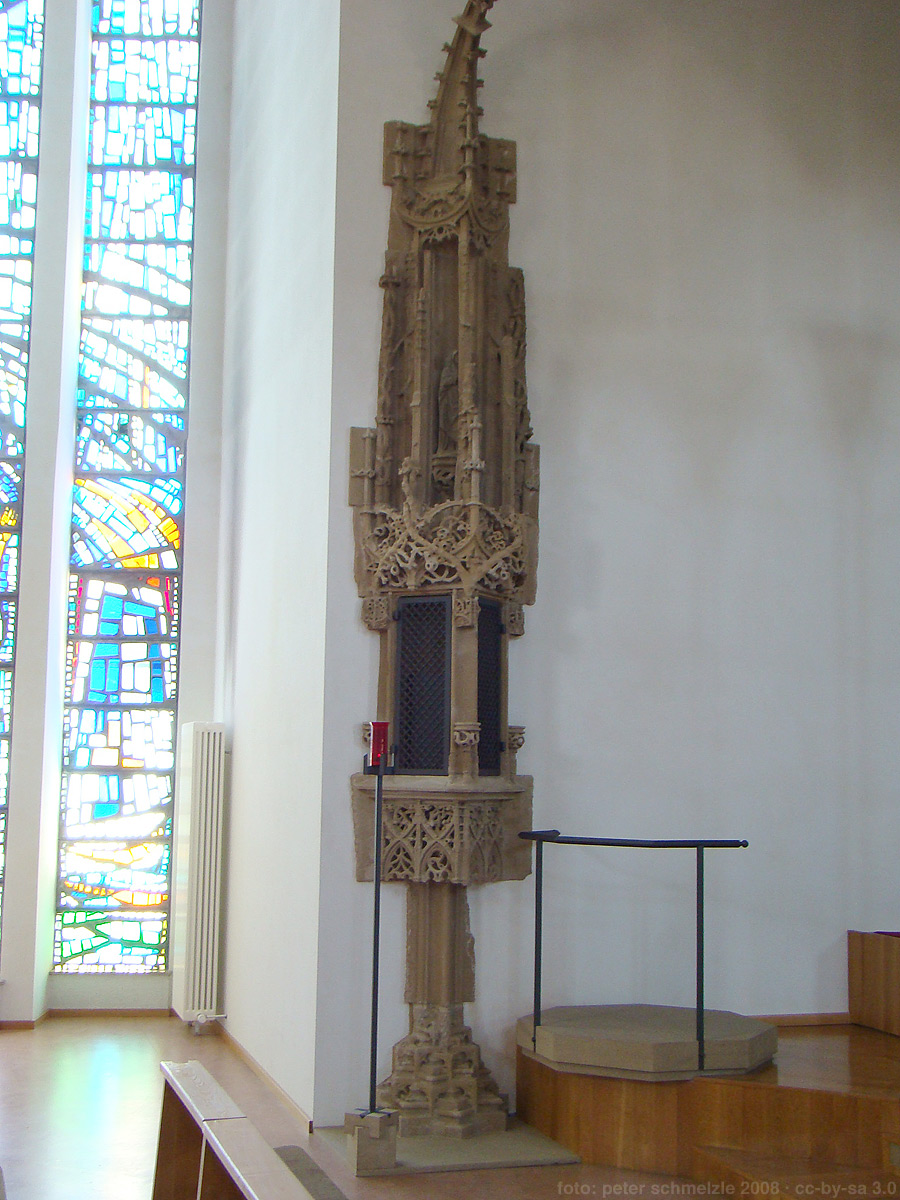
Sakramenthaus St. Martin
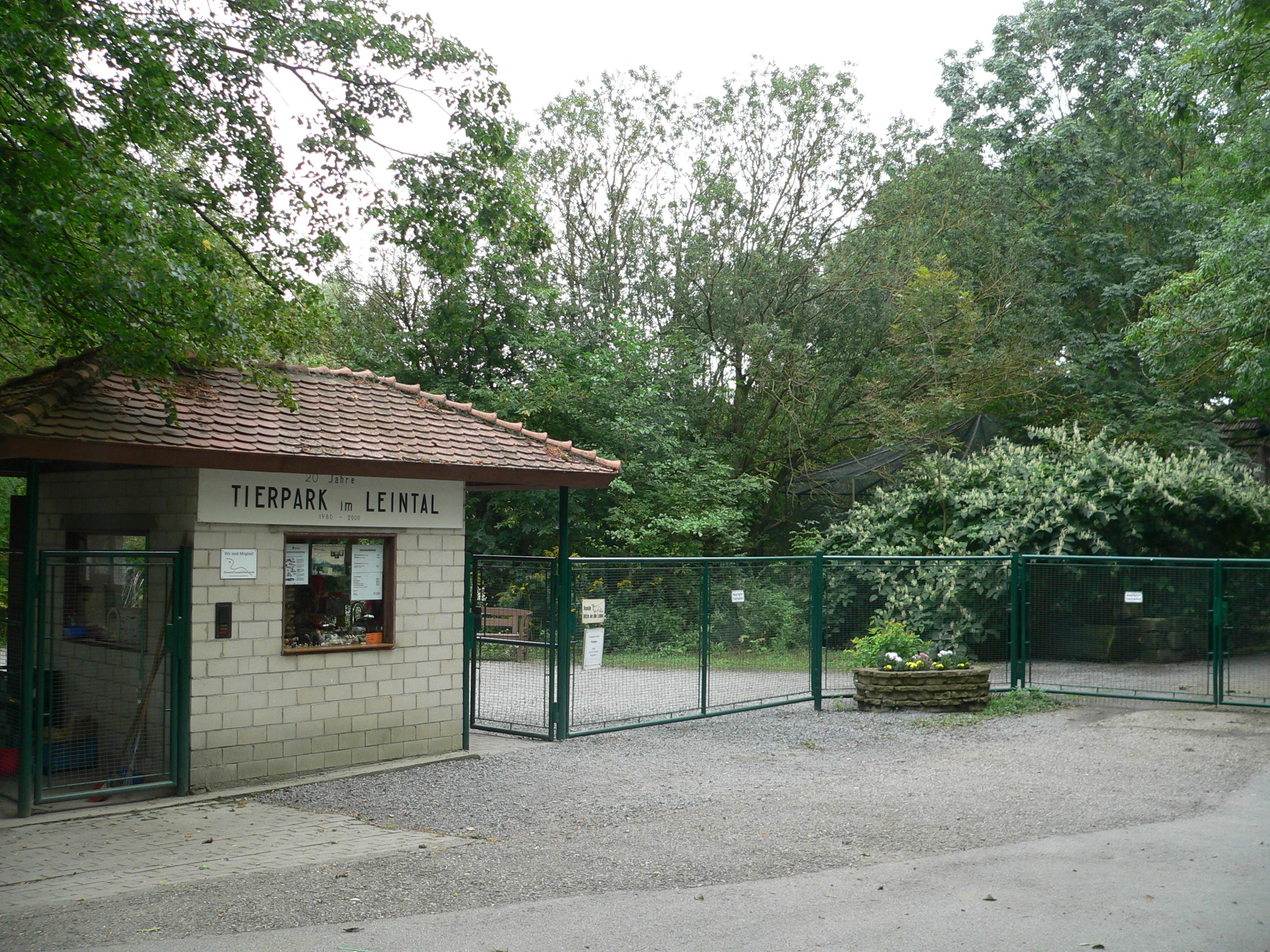
Leintalzoo Schwaigern

### Museen
- Das Heimatmuseum Karl-Wagenplast-Museum in der neuen Mediathek am Kelterplatz zeigt vor allem archäologische Exponate von der Jungsteinzeit bis zum Mittelalter aus dem Leintal, die den Grabungen des Namensgebers und Schwaigerner Ehrenbürgers Karl Wagenplast entstammen.
- Im Kellergewölbe der Schlossapotheke am Marktplatz, die die Familie Hauser betreibt, gibt es ein Apothekenmuseum.[11]

### Sport und Freizeit

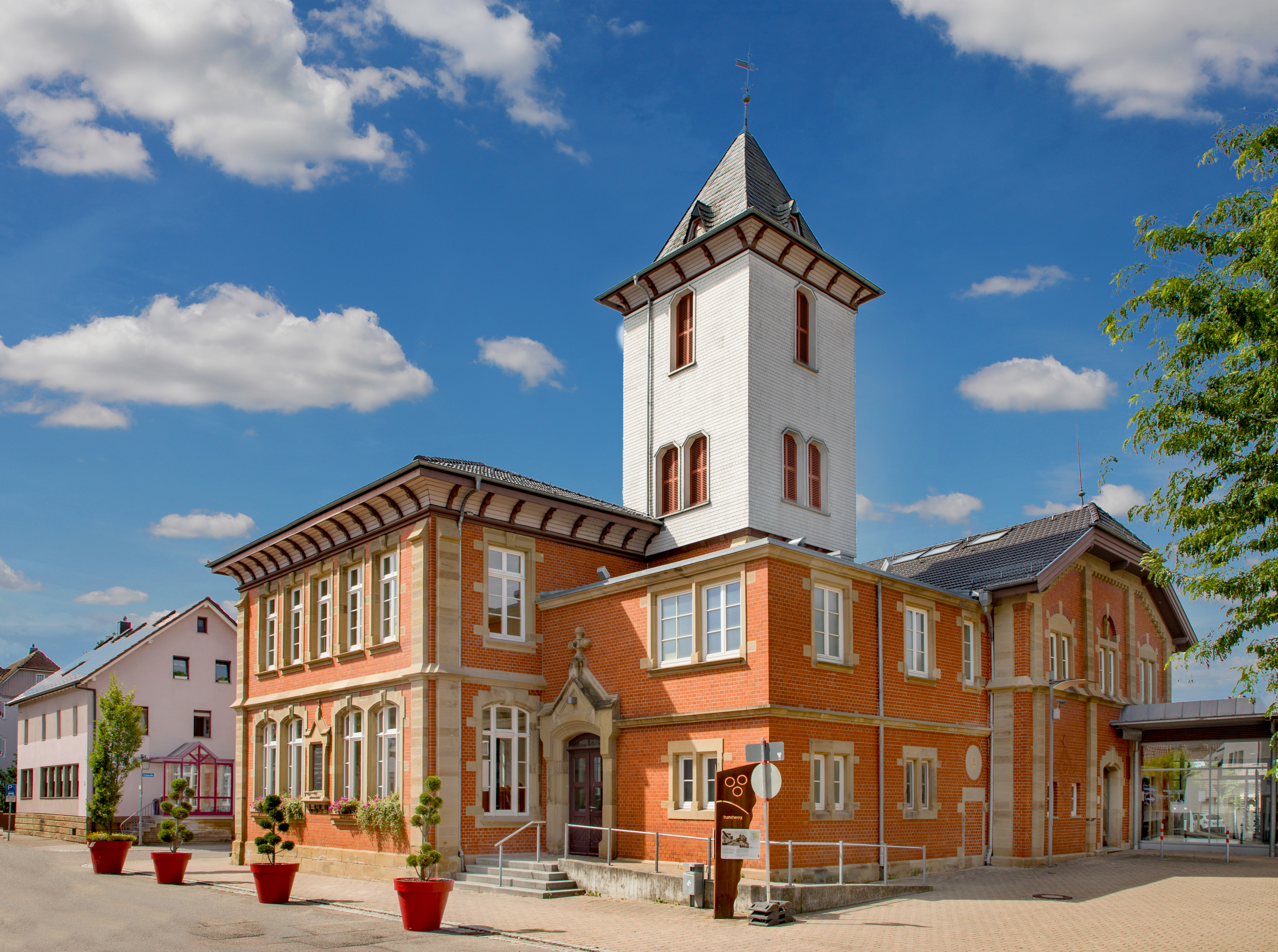
Frizhalle Schwaigern

Der TSV Schwaigern von 1898 wurde als Turnverein gegründet. Neben der Turnabteilung wird u. a. noch Badminton, Karate, Schach und Rhönrad betrieben. 1992 haben sich die Tennisabteilung (TC Schwaigern) und 1993 die Fußballabteilung (FSV Schwaigern) selbständig gemacht.
In Schwaigern ist der 1990 gegründete Triathlonverein Tri-Team-Heuchelberg e. V. zu Hause. Bekannte Mitglieder sind die Profi-Triathleten Sebastian Kienle; Florian Angert und Katharina Wolff.
Der im Jahr 1960 gegründete Reiterverein Schwaigern e. V. wurde 1994 als „Bestes Freilandturnier in Baden-Württemberg“ ausgezeichnet und ist regelmäßig Ausrichter der süddeutschen Meisterschaft im Voltigieren.
Schwaigern verfügt außerdem über ein beheiztes Freibad mit einer 85 Meter langen Wasserrutsche.
Mit dem Leintalzoo Schwaigern verfügt Schwaigern über einen Tierpark, in dem die größte zusammenhängende Schimpansengruppe Deutschlands zu sehen ist.
Die 1908 gegründete Ortsgruppe Schwaigern des Schwäbischen Albvereins wurde 2008 mit der Eichendorff-Plakette ausgezeichnet.
Alle Stadtteile besitzen einen Fußballplatz, die Stadtteile Schwaigern und Stetten besitzen jeweils einen Tennisverein mit mehreren Tennisplätzen, im Stadtteil Stetten gibt es einen 18-Loch Golfplatz.

### Regelmäßige Veranstaltungen
Jedes Jahr wird im Stadtzentrum Schwaigern das mehrtägige Kiliansfest gefeiert.

### Sonstiges
Ein Rundweg entlang der erhaltenen und der ehemaligen Stadtmauer aus dem 15. Jahrhundert wurde 2016 mit 17 Stelen eröffnet. An den einzelnen Stelen werden historische Ansichten abgebildet und die Stadtgeschichte erläutert.
2020 wurde ein Planetenweg im Wohngebiet Mühlpfad gegenüber dem Bahnhof errichtet. Auf der 600 Meter langen Strecke befindet sich ein Modell des Sonnensystems im Maßstab von 1:7 Milliarden. Der Planetenweg ist ein Projekt der Robert-Mayer-Sternwarte Heilbronn.

## Infrastruktur

### Wirtschaft und Industrie
Größtes in Schwaigern ansässiges Unternehmen ist die iwis mechatronics GmbH, die Industrie-Kunststoffteile herstellt und in Schwaigern über 700 Mitarbeiter beschäftigt. Weitere größere Industrieunternehmen sind die Heiche Oberflächentechnik GmbH, Söhner Kunststofftechnik GmbH und die Eisele Blechbearbeitung GmbH mit je über hundert Mitarbeitern.
Die VBU Volksbank im Unterland, die aus der Fusion mehrerer regionaler Genossenschaftsbanken entstand, hat ihren Hauptsitz in Schwaigern. Im Handels- und Gewerbeverein Schwaigern e. V. organisieren sich 165 kleine und mittlere Unternehmen.

### Verkehr

#### Stadtbahn
Schwaigern verfügt an der von der Stadtbahn Heilbronn befahrenen Kraichgaubahn (Karlsruhe–Heilbronn) über die drei Haltepunkte Schwaigern-West, Schwaigern-Bahnhof und Schwaigern-Ost. Von Schwaigern-West über Heilbronn nach Weinsberg und Öhringen verkehren die Bahnen im 20-Minuten-Takt. Der Kraichgau-Sprinter durchfährt alle Haltepunkte ohne Halt. Außerdem verkehrt seit Ende 2022 der RE45 von Karlsruhe nach Heilbronn mit einem Halt in Schwaigern.

#### Straße

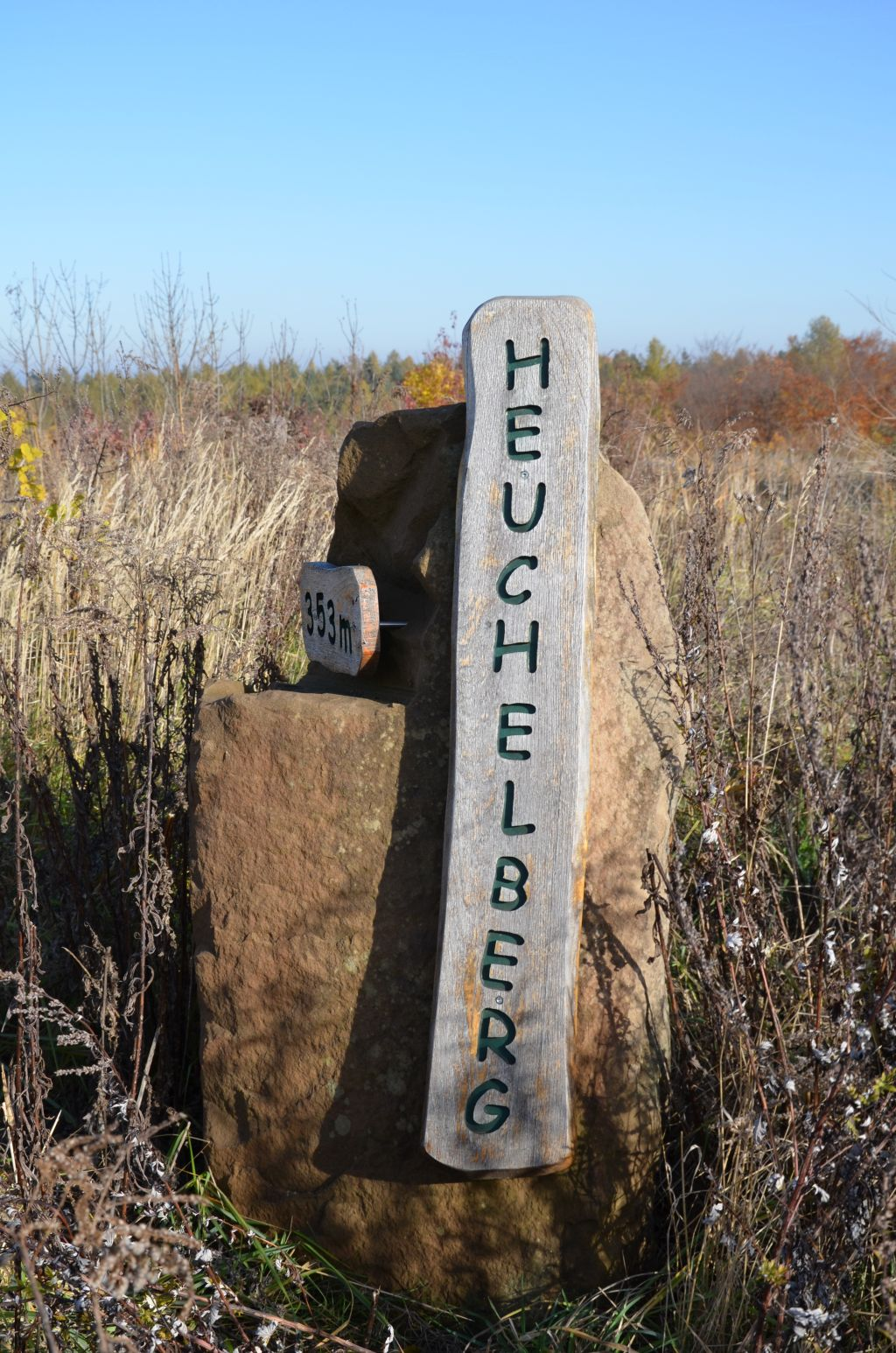
Höchster Punkt des Heuchelbergs auf der Erddeponie Heuchelberg

Die B 293 von Heilbronn nach Karlsruhe führt durch Schwaigern. Ein einstmals geplanter Anschluss an die Bundesautobahn 45 kam nicht zustande, weil der Bau der südlichen Verlängerung der A 45 1979 aufgegeben wurde.

#### Radverkehr
Durch eine Alltagsroute aus dem Radnetz Baden-Württemberg ist Schwaigern über Leingarten mit Heilbronn und in der anderen Richtung über Gemmingen mit Eppingen verbunden. Der Württemberger Weinradweg führt als Landes-Radfernweg ebenfalls durch Schwaigern. Er beginnt in Rottenburg am Neckar und führt nach Niederstetten. Er verläuft dabei aus Kleingartach (Stadt Eppingen) kommend über den Stadtteil Stetten am Heuchelberg nach Schwaigern und weiter nach Heilbronn.

#### Luftverkehr
Das Ultraleichtfluggelände Schwaigern-Stetten liegt etwa 5 km westlich des Zentrums im Stadtteil Stetten.

### Medien
Über das Geschehen in Schwaigern berichtet als einzige Tageszeitung die Heilbronner Stimme in ihrer Ausgabe W, Landkreis West. Die Stadt Schwaigern gibt zudem ein auch so betiteltes Amtsblatt heraus.

### Ver- und Entsorgung
Der Landkreis Heilbronn betrieb im Ortsteil Stetten eine seiner zwei Mülldeponien, die für die westliche Hälfte des Landkreises zuständig war. Seit 2005 wird aufgrund der geänderten Gesetzeslage kein Hausmüll mehr deponiert. Dieser kann in Kleinmengen angeliefert werden, wird aber wie aller sonstiger Müll der Gemeinde in Heilbronn biomechanisch aufgearbeitet und sortiert. Auf dem Gelände der Deponie wird nur noch ein Recyclinghof betrieben.
Südlich der Mülldeponie befindet sich die Erddeponie Heuchelberg, die größte von aktuell neun Erddeponien des Landkreises. Sie wurde Mitte der 1980er Jahre auf dem Areal einer aufgegebenen Raketenstellung der US-Streitkräfte eingerichtet. Die Deponie erstreckt sich über eine Fläche von 18,5 ha und nahm bisher rund 900.000 m³ Erde auf. Der Abraum bildet inzwischen den höchsten Gipfel des Heuchelbergs mit einer Höhe von 353 m ü. NN. Seit 1999 läuft die Aufforstung der aufgefüllten Bereiche.

#### Energie
Im Juni 2024 wurde der Solarpark Schwaigern mit 10.608 Solarmodulen und einer Leistung von 5,8 Megawatt in Betrieb genommen.

### Bildung
- Grundschulen gibt es in Schwaigern (Sonnenbergschule), Massenbach und Stetten,
- Leintal-Hauptschule (mit Werkrealschule in Schwaigern), Leintal-Realschule und Sonnenberg-Förderschule
- Volkshochschule Unterland Außenstelle Schwaigern[22]

### Weinbau
Der Weinbau in Schwaigern wird erstmals 799 erwähnt. Die hauptsächlich angebauten Rebsorten sind Trollinger, Riesling, Lemberger und Schwarzriesling. In Schwaigern hat die Heuchelberg-Kellerei ihren Sitz, die viertgrößte Kellerei Baden-Württembergs. Neben mehreren anderen Selbstvermarktern ist vor allem auch das Weingut Graf von Neipperg bekannt. Die Württembergische Weinkönigin aus dem Jahrgang 1992/1993 (Claudia Rüber) und 2007/2008 (Mirjam Kleinknecht) kommen aus Schwaigern.
Der Stadtteil Stetten bietet mit drei Weingütern und einer Weinküferei ein vielfältiges Weinangebot. Eine Rebveredlung legt dazu den Grundstein für die sortentypischen Gewächse.
Die Lagen aller Stadtteile gehören zur Großlage Heuchelberg im Weinbaugebiet Württemberg.

### Polizei
In Schwaigern befindet sich der Polizeiposten Leintal als Teil des Polizeirevier Lauffen.

### Feuerwehr
Die Freiwillige Feuerwehr Schwaigern hat eine Gesamtstärke von 190 Personen und 10 Fahrzeugen in 4 Abteilungen und rückt durchschnittlich zu ca. 80 Einsätzen pro Jahr aus.

### Friedwald
Seit 2005 befindet sich in Schwaigern ein Friedwald, der erste in Baden-Württemberg. Dort wurden bis 2011 über 1800 Menschen bestattet, und über 5900 Verträge abgeschlossen.

## Partnerstädte
- Pöndorf, Österreich (seit 1988)
- Nottwil, Schweiz (seit 2009)
- La Teste-de-Buch, Frankreich (seit 2004)

## Persönlichkeiten

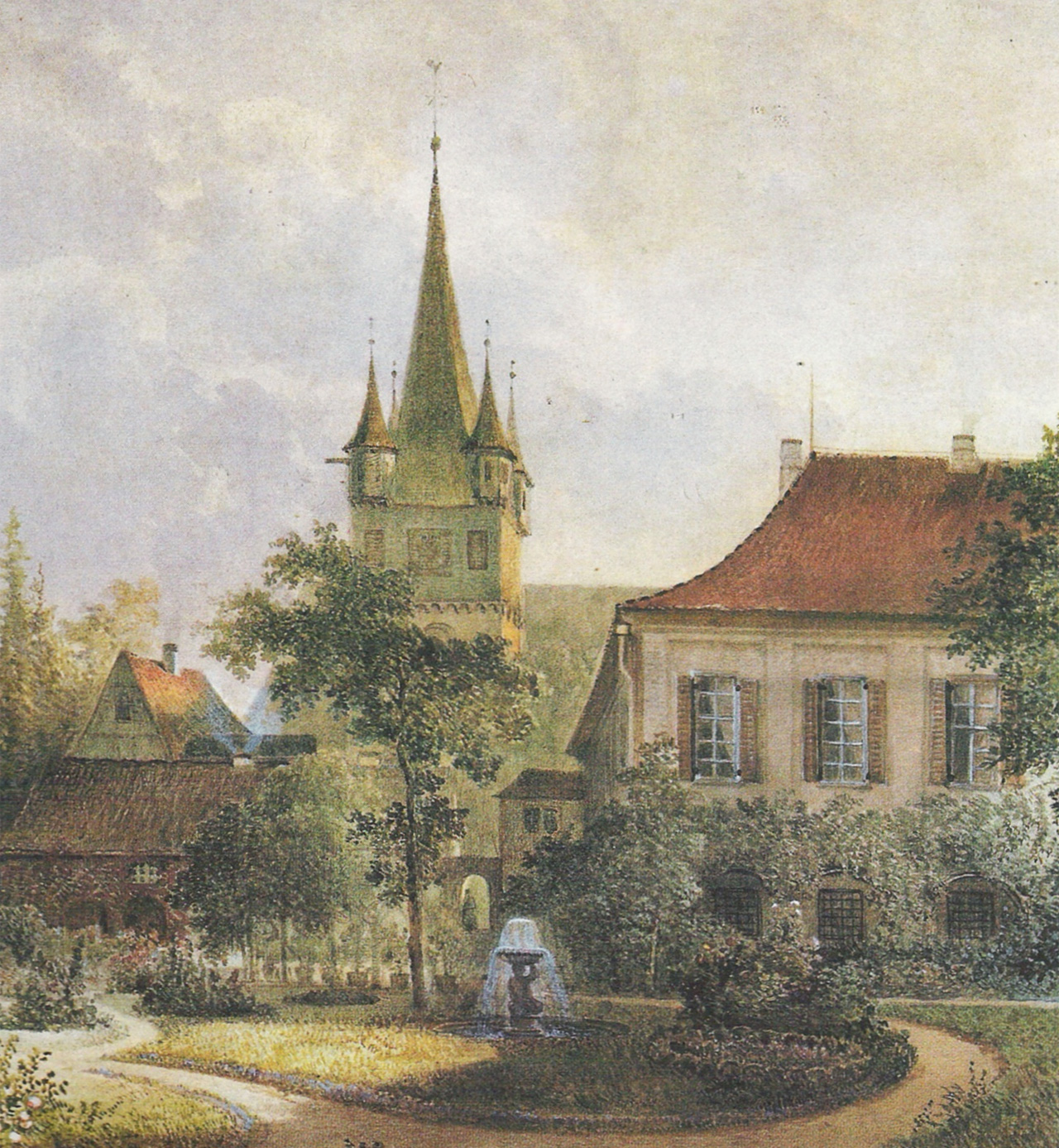
Blick vom Schlosspark auf Schloss und Stadtkirche, Pieter Francis Peters, 1851

### Ehrenbürger
- Karl Wagenplast, Heimatforscher
- Horst Haug, Bürgermeister von Schwaigern von 1962 bis 1999

### Söhne und Töchter der Stadt
- Wilhelm Reinhard von Neipperg (1684–1774), kaiserlicher Heerführer
- Günther Heinrich von Berg (1765–1843), Jurist und Politiker, Oldenburgischer Staats- und Kabinettsminister
- Erwin von Neipperg (1813–1897), österreichischer General, Abgeordneter in der Kammer der Standesherren
- Alfred von Neipperg (1807–1865), österreichischer Rittmeister, württembergischer Generalmajor, Abgeordneter in der Kammer der Standesherren
- Michaela von Neipperg (1885–1957), deutsche Gräfin und Benediktinerin
- Ludwig August Riedinger (1809–1879), Unternehmer
- Bruno Stärk (* 17. Mai 1894 in Schwaigern; † 17. April 1979 in Stuttgart), Maler, Schüler von Adolf Hölzel

### Persönlichkeiten, die mit der Stadt verbunden sind
- Florian Angert (* 1992), Profi-Triathlet, lebt und trainiert in Schwaigern
- Rainer Dahlem (* 1946), Gewerkschafter und Kommunalpolitiker (SPD), lebt in Schwaigern
- Bert Matthias Gärtner (* 1954/55), Geschäftsführer und Laienrichter, lebt in Schwaigern
- Philipp Heinrich Haab (1758–1833), langjähriger Pfarrer in Schwaigern
- Gunter Haug (* 1955), Schriftsteller und Verleger, lebt in Schwaigern
- Josef de Ponte (1922–2006), ungarisch-deutscher Kirchenmaler, lebte ab 1965 in Schwaigern